# Marville-Moutiers-Brûlé
Marville-Moutiers-Brûlé ist eine französische Gemeinde mit 1.027 Einwohnern (Stand: 1. Januar 2022) im Département Eure-et-Loir, in der Region Centre-Val de Loire. Sie gehört zum Arrondissement Dreux und zum Kanton Dreux-1. 

## Geographie
Marville-Moutiers-Brûlé liegt etwa fünf Kilometer südlich von Dreux. Umgeben wird Marville-Moutiers-Brûlé von den Nachbargemeinden Vernouillet im Norden, Écluzelles im Nordosten, Charpont im Nordosten und Osten, Le Boullay-Mivoye im Südosten, Puiseux im Süden, Le Boullay-les-Deux-Églises im Südwesten, Tréon im Westen sowie Garnay im Nordwesten.
Die Gemeinde liegt an der Route nationale 154. 

## Bevölkerungsentwicklung
| Jahr                       | 1962 | 1968 | 1975 | 1982 | 1990 | 1999 | 2006 | 2013 | 2020 |
| Einwohner                  | 507  | 506  | 630  | 737  | 838  | 826  | 885  | 931  | 983  |
| Quellen: Cassini und INSEE |      |      |      |      |      |      |      |      |      |

## Sehenswürdigkeiten
- Kirche Saint-Pierre aus dem Jahr 1157
- Kapelle Sainte-Anne in Blainville

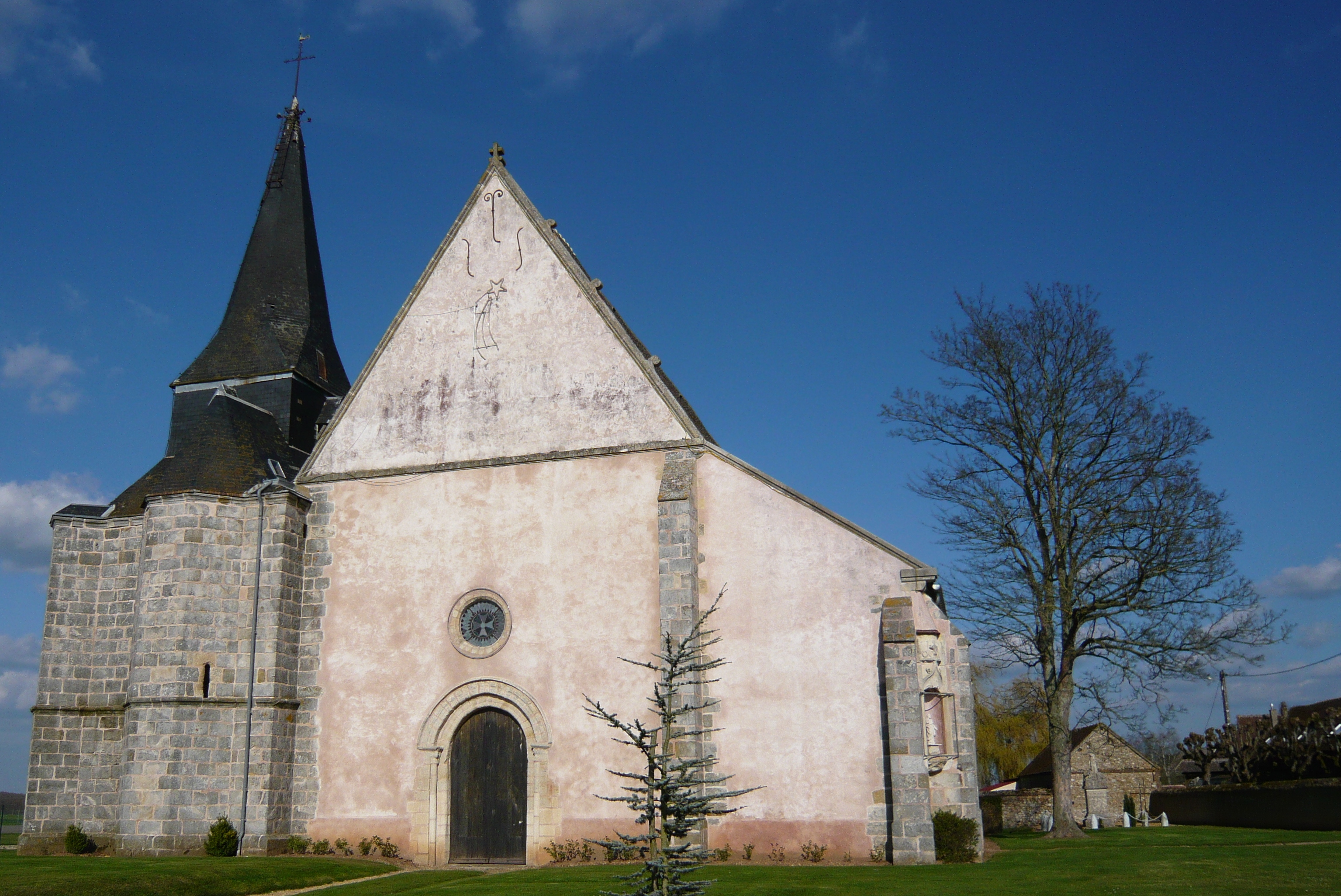
Kirche Saint-Pierre
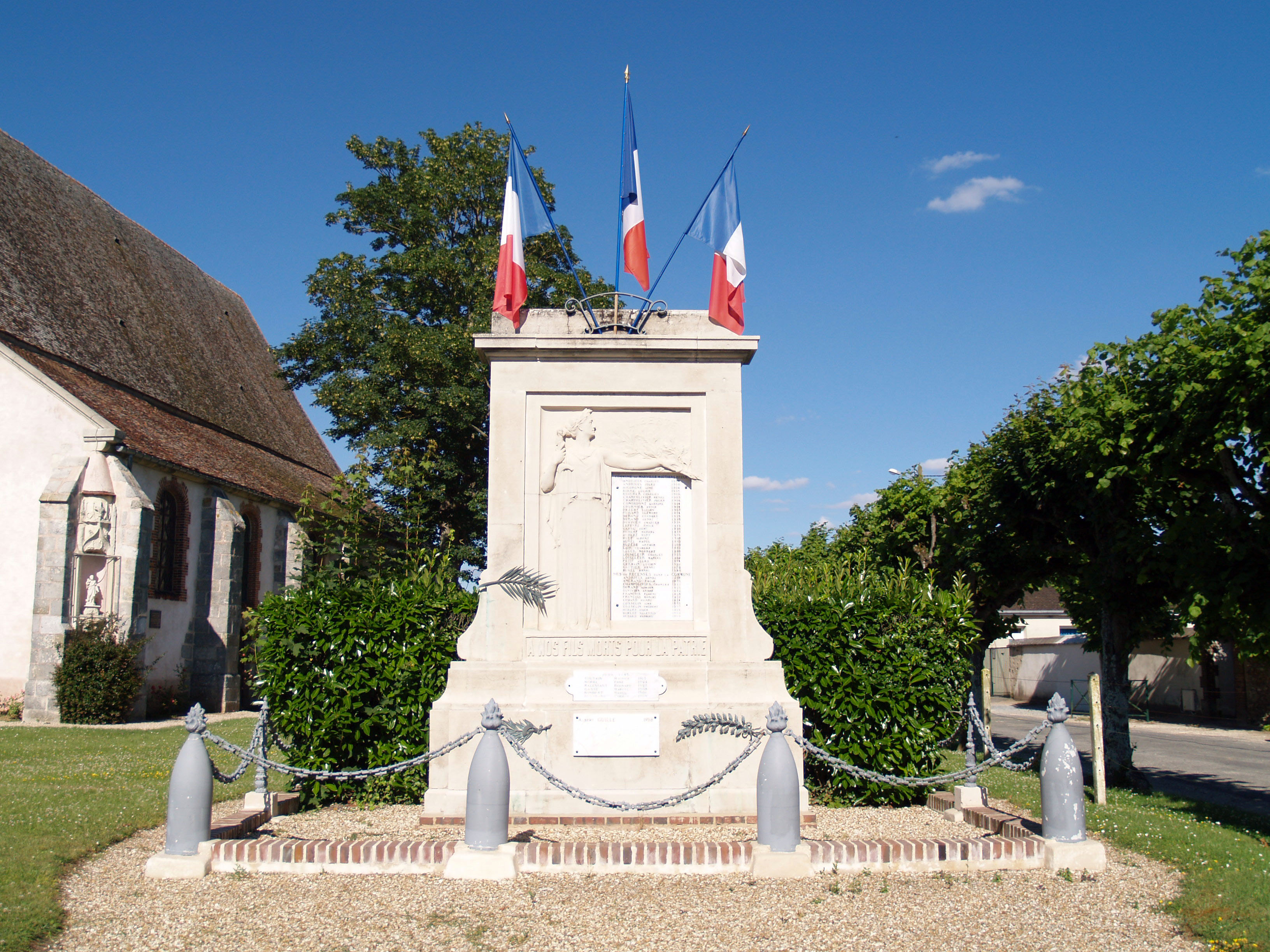
Gefallenendenkmal
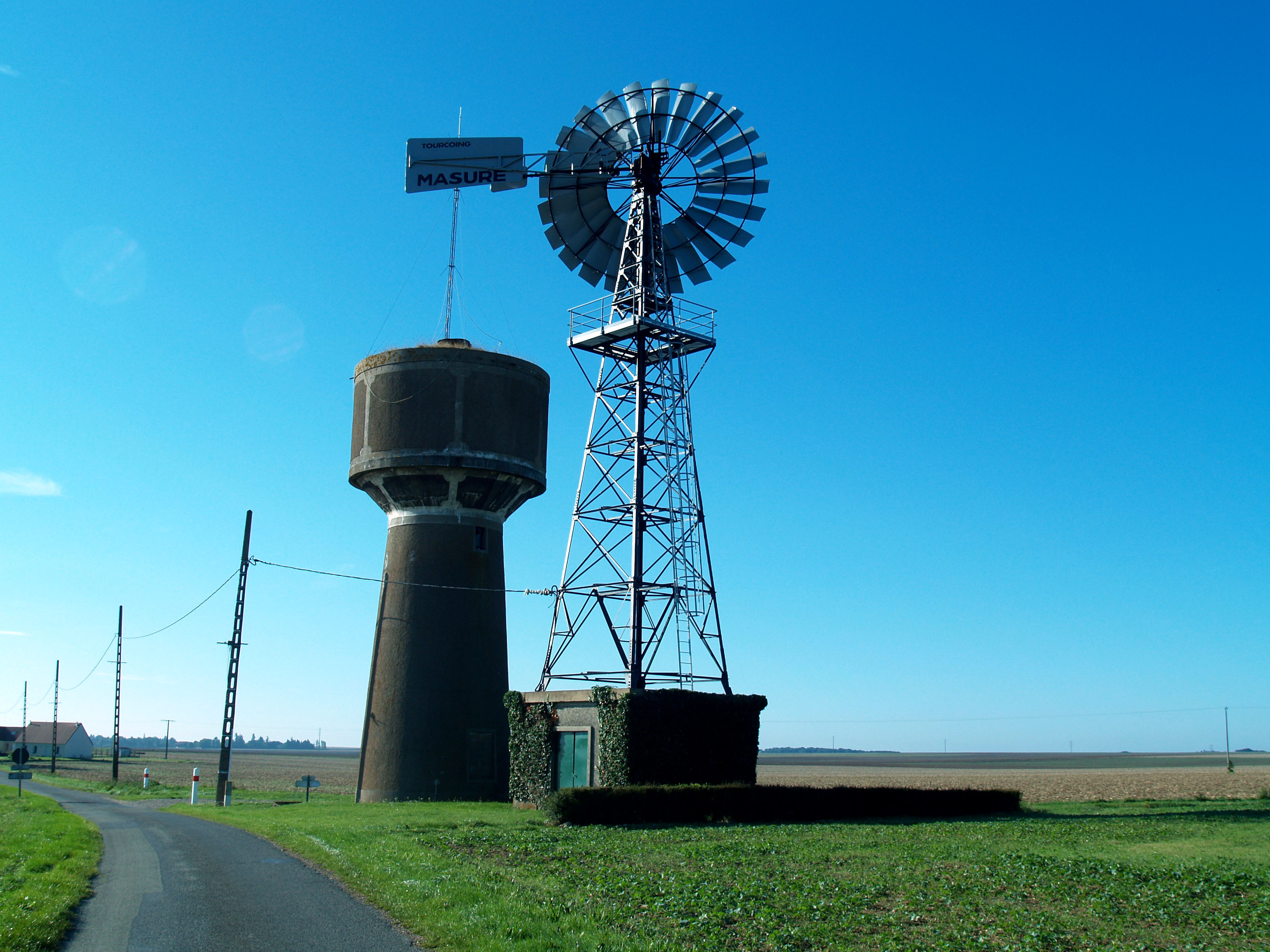
Wasserturm und Windrad
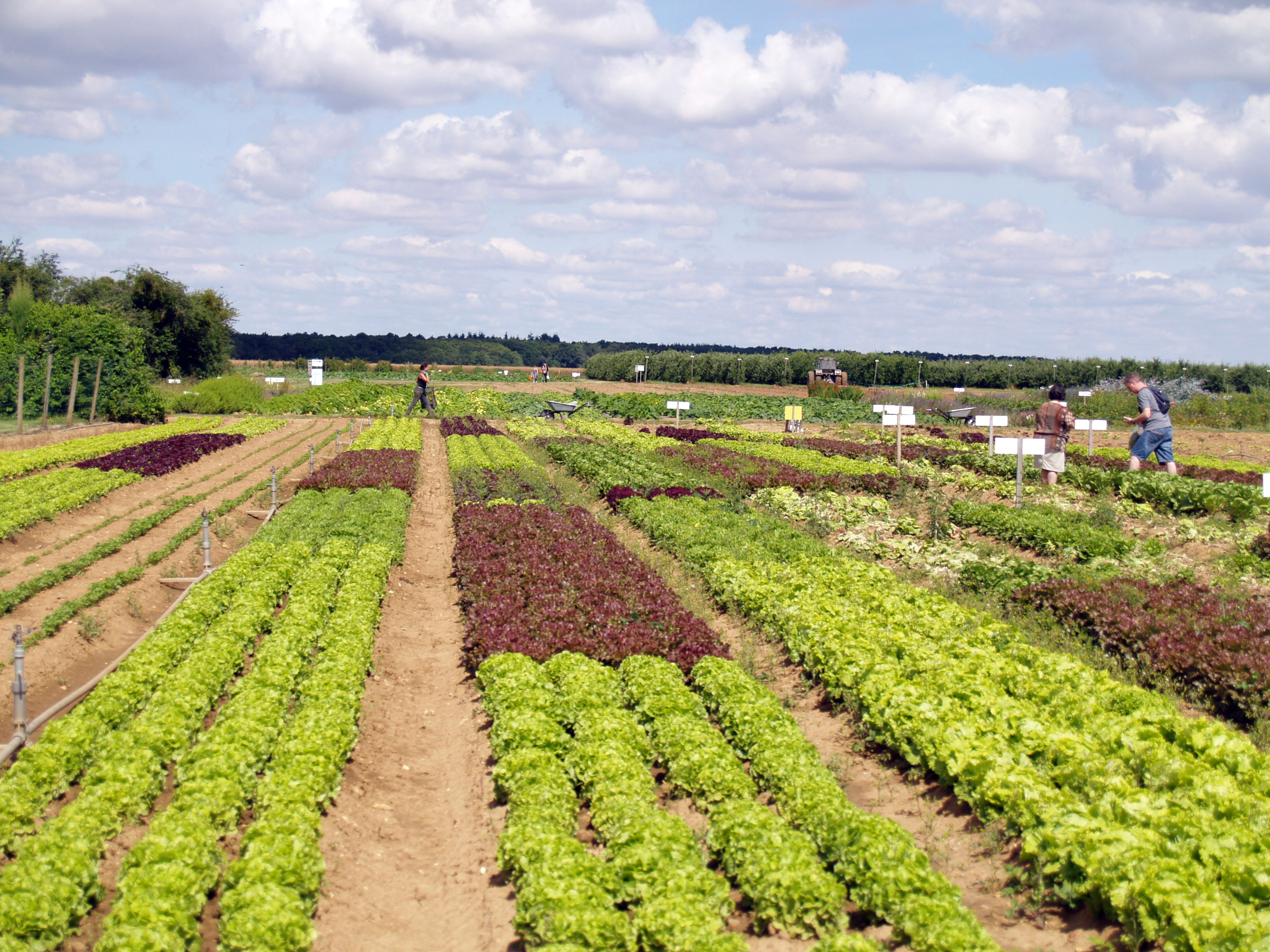
Garten von Imbermais

## Persönlichkeiten
- René Etiemble (1909–2002), Sinologe, hier verstorben